# Eja (namn)
Eja är ett fornnordiskt kvinnonamn som kan vara bildat av orden ey eller öy som betyder ö eller auja som betyder lycka. Det kan även vara en kortform av det norska namnet Eivor som möjligen är sammansatt av orden ei (ö) och vor som betyder försiktig. Det äldsta belägget för Eja i Sverige är från år 1875.
Den 31 december 2014 fanns det totalt 162 kvinnor folkbokförda i Sverige med namnet Eja, varav 103 bar det som tilltalsnamn.
Namnsdag: saknas (1986-1992: 26 september)